# Ourapteryx stueningi
Ourapteryx stueningi är en fjärilsart som beskrevs av Inoue. Ourapteryx stueningi ingår i släktet Ourapteryx och familjen mätare. Inga underarter finns listade i Catalogue of Life.